# Marvin Kaplan

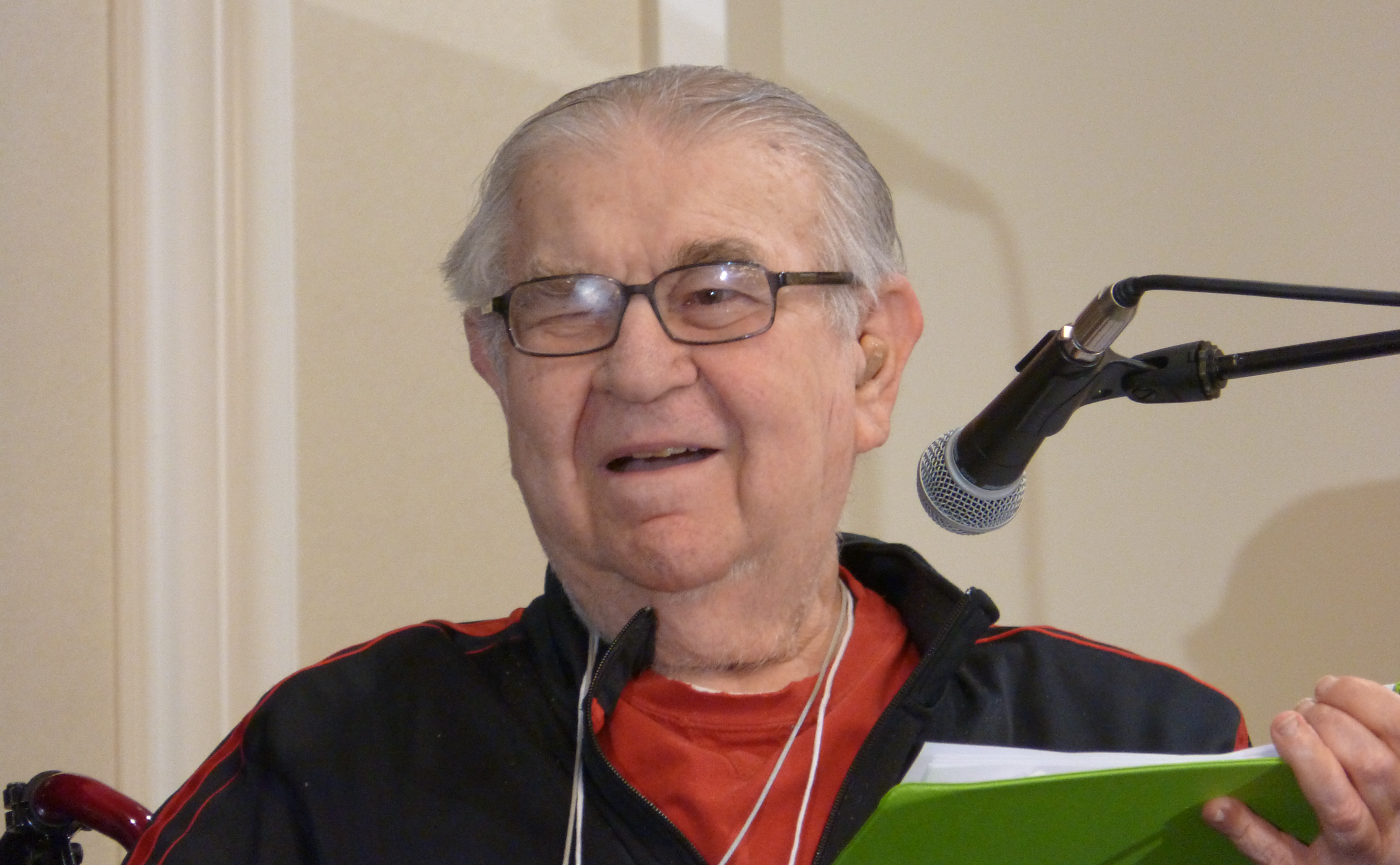
Marvin Kaplan (2013)

Marvin Wilbur Kaplan (* 24. Januar 1927 in New York City, New York; † 25. August 2016 in Burbank, Kalifornien) war ein US-amerikanischer Schauspieler.

## Leben
Marvin Kaplan absolvierte sein Studium am Brooklyn College und machte sich anschließend auf den Weg nach Hollywood, um dort als Autor und Schauspieler zu arbeiten. Er wurde während einer Aufführung von Katharine Hepburn entdeckt, die ihm auch seine erste Filmrolle als Gerichtsstenograf in ihrem Film Ehekrieg (1949) verschaffte. Einen ersten Erfolg landete Kaplan in den 1950er-Jahren mit Meet Millie, einer Radiositcom, die später zwischen 1952 und 1955 auch als Fernsehserie ausgestrahlt wurde. Er spielte dabei sowohl in Radio und Fernsehen den jungen Komponisten und Poeten „Alfred Prinzmetal“. 
In den folgenden Jahrzehnten war Kaplan meist als Charakterkomiker zu sehen, wobei sein bewusst ausdrucksloses Minenspiel und der Brooklyn-Akzent zu seinen Markenzeichen wurden. In den 1960er-Jahren war er die Stimme von „Choo Choo“ in der Zeichentrickserie Top Cat und er übernahm auch eine kleine Rolle als Tankwart in der mit Cameos gespickten Komödie Eine total, total verrückte Welt (1963). In Blake Edwards’ Komödie Das große Rennen rund um die Welt (1965) spielte er den bemitleidenswerten Sekretär eines Zeitungs-Chefredakteurs, der unter anderem im Verlaufe des Filmes aus dem Fenster fliegt. Seine vielleicht bekannteste Rolle hatte er zwischen 1977 und 1985 in der Sitcom Imbiß mit Biss, wo er in insgesamt 78 Folgen den Restaurant-Stammkunden Henry Beesmeyer verkörperte. In der Spätphase seiner Karriere war Kaplan häufig als Sprecher von Figuren in Zeichentrickserien wie Aaahh!!! Monster, Johnny Bravo und The Garfield Show zu hören. In Ted Dansons Comedyserie Becker übernahm er zwischen 1998 und 2004 die wiederkehrende Nebenrolle des Mr. Gordon. 
Kaplan betätigte sich zudem als Theaterproduzent und -schauspieler im Raum Los Angeles, teilweise mit selbstgeschriebenen Stücken. Über Jahrzehnte war er auch Mitglied des renommierten Theatre West in Hollywood. Marvin Kaplan starb im August 2016 im Alter von 89 Jahren im Schlaf.

## Filmografie (Auswahl)
- 1949: Ehekrieg (Adam’s Rib)
- 1950: Francis, ein Esel – Herr General (Francis)
- 1950: Das Raubtier ist los! (The Reformer and the Redhead)
- 1950: Ein charmanter Flegel (Key to the City)
- 1951: Gangster unter sich (Behave Yourself!)
- 1951: Angels in the Outfield
- 1952–1955: Meet Millie (Fernsehserie, 78 Folgen)
- 1960: Unrasiert und fern der Heimat (Wake Me When It’s Over)
- 1961: Kein Fall für FBI (The Detectives, Fernsehserie, 1 Folge)
- 1961–1962: Top Cat (Fernsehserie, 30 Folgen; nur Stimme)
- 1963: Der verrückte Professor (The Nutty Professor)
- 1963: Eine neue Art von Liebe (A New Kind of Love)
- 1963: Eine total, total verrückte Welt (It’s a Mad, Mad, Mad, Mad World)
- 1965: Das große Rennen rund um die Welt (The Great Race)
- 1968: Meine drei Söhne (My Three Sons, Fernsehserie, 1 Folge)
- 1970: Bezaubernde Jeannie (Fernsehserie, 1 Folge)
- 1973: Amputiert – Der Henker der Apokalypse (The Severed Arm)
- 1976: Ein ganz verrückter Freitag (Freaky Friday)
- 1977: Drei Engel für Charlie (Fernsehserie, 1 Folge)
- 1978–1985: Imbiß mit Biß (Alice, Fernsehserie, 82 Folgen)
- 1980: Wahnsinnsjagd um Mitternacht (Midnight Madness)
- 1986: MacGyver (Fernsehserie, 1 Folge)
- 1986: Ein Colt für alle Fälle (The Fall Guy, Fernsehserie, 1 Folge)
- 1990: Wild at Heart – Die Geschichte von Sailor und Lula (Wild at Heart)
- 1991: Jack allein im Serienwahn (Delirious)
- 1992: On the Air – Voll auf Sendung (On the Air, Fernsehserie, 7 Folgen)
- 1993: Witchboard 2 – Die Tür zur Hölle (Witchboard 2: The Devil’s Doorway)
- 1998–2004: Becker (Fernsehserie, 4 Folgen)
- 1999: Emergency Room – Die Notaufnahme (ER, Fernsehserie, 1 Folge)
- 2009: Dark and Stormy Night
- 2010: Watch Out for Slick (als Autor und Produzent)
- 2012: Autism and Cake (Kurzfilm)